# Vene cerebrale inferioare
Venele cerebrale inferioare sunt vene care drenează suprafața emisferelor cerebrale și se varsă în sinusurile cavernoase și transversale.
Cele de pe suprafața orbitală a lobului frontal se unesc cu venele cerebrale superioare, iar prin acestea, se deschid în sinusul sagital superior.
Cele ale lobului temporal se anastomozează cu venele cerebrale medii și cu vena bazală cerebrală și se alătură sinusurilor petrosal, cavernos, sfenoparietal și superior.

## Imagini suplimentare

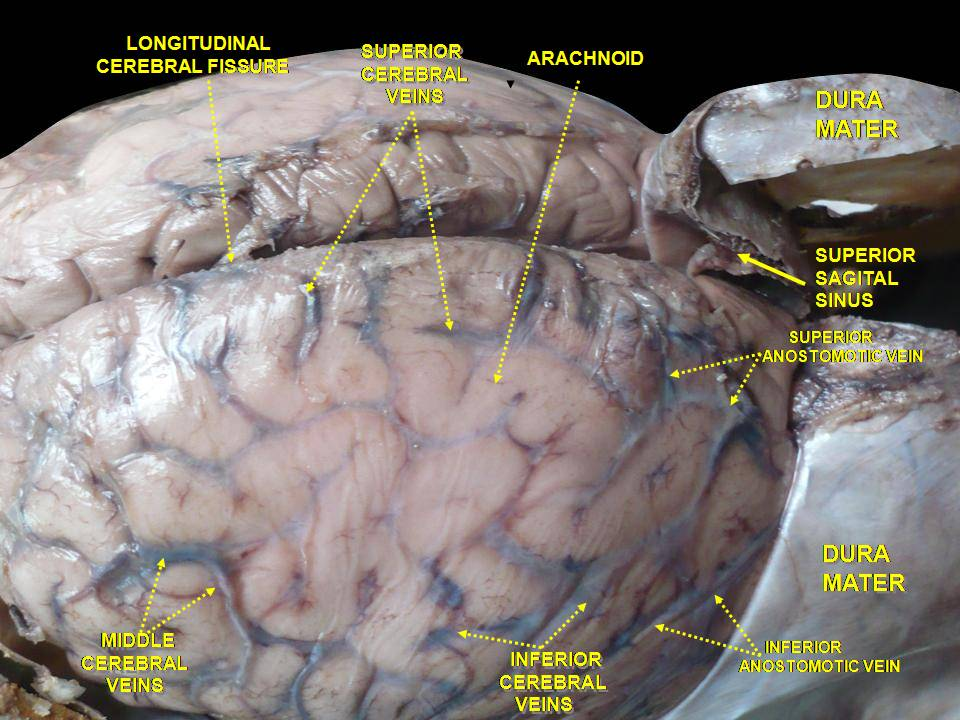
Meningele și venele cerebrale superficiale. Disecție profundă. Vedere superioară.